# Agar cu deficit de cistină-lactoză-electroliți

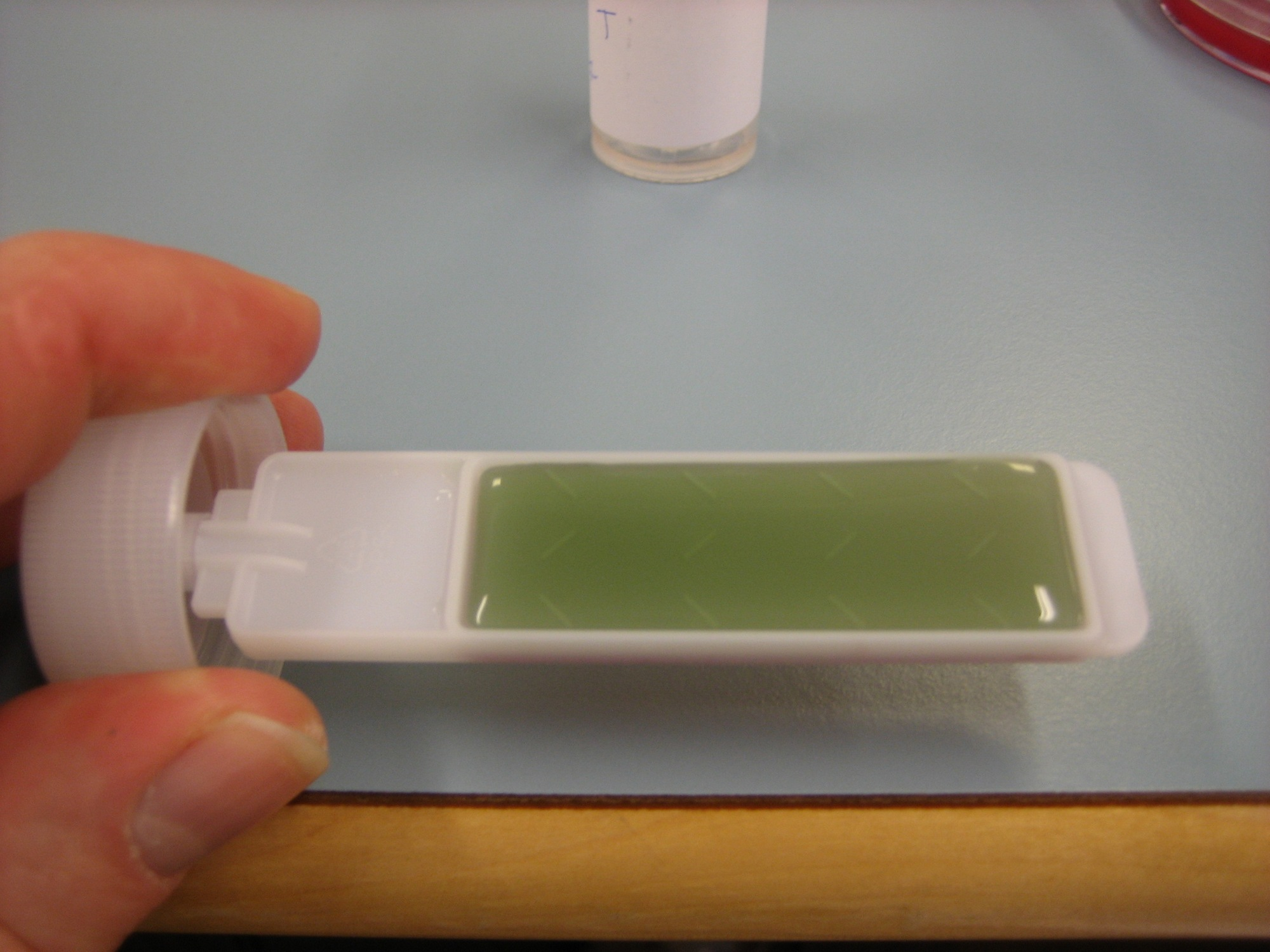
O placă de agar CLED limpede după cultivare

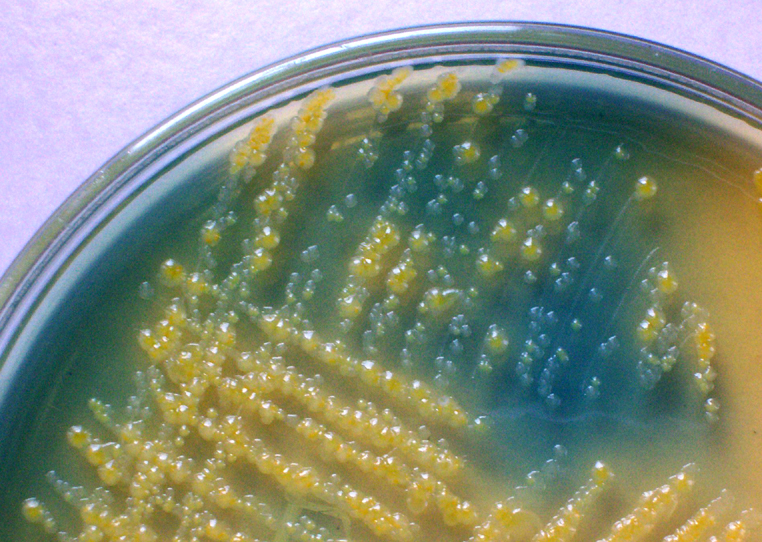
Colonii de bacterii lactoză-pozitive și lactoză-negative pe agar CLED

Agarul CLED (agar sau mediu cistina-lactoză cu deficit de electroliți) este un mediu de creștere neinhibitor valoros utilizat în izolarea și diferențierea microbilor urinari. Conține cistină și lactoză și are deficit de electroliți; trăsătura din urmă împiedică roirea speciilor Proteus. Cistina promovează formarea de colonii mici dependente de cistina. Albastrul de bromtimol este indicatorul utilizat în agar, acesta se transformă în galben în cazul producerii de acid în timpul fermentației lactozei sau se schimbă în albastru intens în cazul alcalinizării. Bacteriile lactoză-pozitive formează colonii galbene. Bacteriile care decarboxilează L-cistina provoacă o reacție alcalină și formează colonii de un albastru profund. 
| Peptonă                 | 4 g/l    |
| Pulbere „Lab Lemco”.⁠(d) | 3 g/l    |
| Triptonă                | 4 g/l    |
| Lactoză                 | 10 g/l   |
| L- Cistina              | 128 mg/l |
| Albastru de bromtimol   | 20 mg/l  |
| Agar nr. 1              | 15 g/l   |